# Лукашово (Роменский район)
Лукашово (укр. Лукашове) — село,
Бобрикский сельский совет,
Роменский район,
Сумская область,
Украина.
Код КОАТУУ — 5924182303. Население по переписи 2001 года составляло 17 человек.

## Географическое положение
Село Лукашово находится на берегу реки Бобрик,
выше по течению на расстоянии в 1 км расположено село Акимовичи, ниже по течению на расстоянии в 1 км расположено село Новокалиновка. У села на реке есть небольшая запруда.